# Drinnen und draußen
Drinnen und draußen ist ein Film des Regisseurs Andreas Gruber. Es ist Grubers erster Spielfilm, der auch als Bestandteil der Edition Der österreichische Film veröffentlicht wurde.

## Inhalt und Handlung
In Drinnen und draußen werden die Schwierigkeit des psychiatrischen Feldes am Beispiel der Sozialarbeiterin Renate Steeger und des Patienten Alfred Hauser aufgezeigt. Auszubildende im Fachbereich der Sozialarbeit besuchen die psychiatrische Klinik „Mind“, um dort ein Praktikum zu absolvieren, welches darin besteht, sich mit einem Patienten in Einzelsitzungen auseinanderzusetzen. Renate bekommt Hauser zugeteilt, da sie die speziell erwünschten und als notwendig erachteten Eigenschaften Schachspielen und Französisch beherrscht.
Anfangs kann Renate Steeger die emotionslose, rein fachlich motivierte Behandlung oder vielmehr Verwahrung von Patienten in der Psychiatrie nicht nachvollziehen und zeigt sich empört und verärgert darüber. Sie wolle den Menschen kennenlernen, anstatt die Krankengeschichte zu lesen. Paradoxerweise verweist der Patient Hauser selbst auf seine Krankengeschichte und entgegnet den vielen Fragen mit Unwillen. Der Empfehlung der Psychologin, zuerst einmal Hausers Mutter zu besuchen, folgt Renate erst später. Zuallererst liest sie in Hausers französischsprachigen Aufzeichnungen. Bei einem kurzen Einblick in ein von Hand geschriebenes Vokabelheft stellt Renate fest, Hauser hat auf jede Doppelseite des kleinen Heftchens zweifach ein und dieselbe Wortübersetzung geschrieben: „attendre → warten / warten → attendre“.
Als Hauser nach einem Entweichen aus der Anstalt wieder zurück ist und Renate ihn besucht, bekommt sie von einem Pfleger die Anweisung, sie solle ihm mitteilen, er würde in die geschlossene Abteilung kommen, wenn er noch einmal unerlaubt von der Anstalt entweichen sollte. Diesem Versuch des Pflegers, der auszubildenden Sozialarbeiterin Mechanismen und Ordnungen klarzumachen, und sie gleichzeitig subtil dazu aufzufordern, Teil dieses Räderwerks in der Psychiatrie zu werden, entgegnet Renate mit Unwillen. Der Pfleger solle es dem Patienten persönlich und direkt sagen, meint sie entschieden.
Erst beim Antrag auf Aufhebung der Entmündigung besucht Renate Alfred Hausers Mutter, welche der Aufhebung der Entmündigung auf keinen Fall zustimmen möchte. Als Hauser wiederholt aus der Anstalt entweicht, um zu seiner Mutter zu fahren, wird er von der Rettung zurückgebracht. Als Renate davon erfährt, ihr Schützling würde nach vier Jahren noch immer so einen starken Willen haben, zeigt sie sich überrascht und erfreut zugleich. Vom altgedienten Fachpersonal wird sie nüchtern auf die Prinzipien hingewiesen, für eine strenge Rüge fehlt es der unmittelbaren Betreuerin und Vorgesetzten Hainko an Empathie. Hauser wird vorübergehend in den geschlossenen Bereich verlegt – er solle nicht glauben, sein Verhalten, unerlaubt die Anstalt zu verlassen, würde ohne Folgen bleiben, so die Begründung. Auch der Antrag auf Aufhebung der Entmündigung wird negativ entschieden.
Für Weihnachten beschließt Renate Hauser zu sich nachhause einzuladen, was zu Missstimmungen mit ihrem Freund führt. Als Hauser nach Weihnachten an der privaten Wohnadresse von Renate Steeger unangemeldet auftaucht, wird ihr annähernd bewusst, die notwendige Distanz zu den behandelten Menschen in ihrem Praktikum nicht eingehalten zu haben.
Nachdem das Praktikum zu Ende ist, wird Renate Steeger von Frau Hainko erzählt, Hauser würde nun gar nichts mehr sprechen. Die angehende Sozialarbeiterin ist daraufhin konsterniert und ratlos.

## Analyse
Chronologisch werden die typischen Verhaltensmuster und Behandlungskonzepte in der Psychiatrie aufgezeigt. Zuerst am klassischen Fallbeispiel der Informationsverweigerung, dem Patienten in Widerspruch zu Erkenntnis und Beschluss falsche Informationen bzw. Versprechungen zu geben. Durch die Einbindung einer unerfahrenen Sozialarbeiterin und damit verbundene Informations- und Erfahrungsdefizite werden dem Patienten Hauser die unrichtigen Versprechungen bewusst.
Die Tätigkeiten der Patienten werden beobachtet, beschrieben und dokumentiert; wie gut und umfassend sich ein Patient in der Klinik selbstständig etwas erarbeitet, scheint gleichgültig zu sein, als positiver und einziger Wert eines solchen Tuns wird die stille Ablenkung betrachtet. In der Krankengeschichte steht es als willkommenes Paradox, ein Patient habe seit Beginn des Aufenthalts in der Klinik selbstständig eine Fremdsprache erworben, die genaueren Fakten scheinen nicht wesentlich zu sein; es wird unter dem Stichwort „gute Führung“ abgelegt. Langzeitpatienten sind in der Psychiatrie durch die starren Strukturen gesellschaftlich schwer reintegrierbar. Der Regisseur nimmt zwischen den Zeilen Konzepte einer inzwischen entwickelten Integration beispielsweise durch kleinstrukturierte dezentralisierte Wohnformen hinweg. (Hauser erklärt seiner Mutter wie auch der Sozialarbeiterin gegenüber, er würde sich sehr gerne um den Haushalt kümmern.)
Nach dieser einleitenden Auflösung bisher verborgener Widersprüche werden weite Teile der normalen Praxis in der zeitgenössischen Psychiatrie thematisiert. Komplexe Handlungsweisen werden in einzelnen kurzen Szenen latent vermittelt. Das Umfeld, sowohl die Patienten als auch das Personal, wirkt authentisch dargestellt, einzelne Patienten sind in die Handlungen einbezogen, und so wird ein Konglomerat unterschiedlichster Charaktere beiläufig beschrieben. Thema des Films ist nicht nur der Umgang mit Patienten in der Psychiatrie, sondern auch der persönliche Konflikt einer einzelnen Person beim Kennenlernen und Verstehen der Gepflogenheiten des gewöhnlichen Psychiatriebetriebes und des manchmal Schwer-verstehen-Könnens dessen.

## Preise
- Max-Ophüls-Preis, Förderpreis Langfilm für den Regisseur Andreas Gruber (1984)[2]

## Trivia
In einem Büro der Klinik ist ein Plakat mit dem Namen „Johann Hauser“ zu sehen, das sich offenbar auf den Patienten Johann Hauser der Landesnervenklinik Maria Gugging bezieht. Ob es sich um eine Requisite handelt oder bereits vor den Dreharbeiten zum Film in den Räumlichkeiten vorhanden war, ist unklar.
2011 drehte Reinhard Trinkler als Hommage den sechsminütigen Kurzfilm Drinnen und draußen 2. Teil, in dem ebenfalls Heidi Baratta die Hauptrolle spielt.